# Église Saint-Édouard de Gentilly
L'église Saint-Édouard de Gentilly est une église catholique située au cœur du noyau villageois de Gentilly dans la ville de Bécancour au Québec (Canada). Elle a été construite en 1842 et 1849 selon les plans de l'architecte Thomas Baillairgé et illustre son esthétique néo-classique. Elle a été classée immeuble patrimonial en 1962.